# 大炊御門氏忠
大炊御門 氏忠（おおいのみかど うじただ）は、鎌倉時代後期から南北朝時代にかけての公卿。大炊御門、または西大路大納言入道と号す。内大臣・大炊御門冬氏の長男。官位は正二位・権大納言。

## 経歴
以下、『公卿補任』、『尊卑分脈』、『園太暦』、『花園天皇宸記』の記事に従って記述する。
- 嘉元2年（1304年）1月5日、叙爵。同年12月29日、侍従に任ぜられる。
- 嘉元3年（1305年）4月5日、従五位上に昇叙。また同年12月30日に正五位下に昇叙。
- 嘉元4年（1306年）4月5日、右少将に任ぜられる。
- 延慶元年（1308年）11月14日、従四位下に昇叙。
- 延慶2年（1309年）11月13日、右少将に還任。
- 延慶3年（1310年）2月8日、右中将に転任。
- 延慶4年（1311年）1月17日、従四位上に昇叙。
- 正和2年（1313年）2月6日、正四位下に昇叙。
- 正和4年（1315年）8月20日、従三位に叙される。右中将は元の如し。
- 文保2年（1318年）1月22日、備中権守を兼ねる。
- 元亨元年（1321年）、正三位に昇叙されたか。
- 元亨2年（1322年）1月26日、参議に任ぜられる。右中将と備中権守は元の如し[5]。
- 元亨3年（1323年）1月13日、権中納言に任ぜられる。
- 元亨4年（1324年）8月16日、父冬氏が薨去。また同年には弟・冬信が参議に任ぜられた。
- 正中2年（1325年）4月2日、権中納言を辞して従二位に昇叙された。
- 嘉暦4年（1329年）7月28日、本座を許される。
- 元弘元年／元徳3年（1331年）10月5日、正二位に昇叙[6]。
- 元弘3年／正慶2年（1333年）5月17日、従二位に戻された。弟冬信も権中納言に戻されている。
- 建武2年（1335年）1月5日、改めて正二位に叙せられた。
- 建武4年／延元2年（1337年）7月12日、弟・冬信が改めて権大納言に任ぜられる。
- 康永元年／興国3年（1342年）3月30日、権大納言に任ぜられ、11月21日には権大納言を辞した。
- 康永2年／興国4年（1343年）2月12日、本座を許される。また同年3月には弟・冬信が左大将となる。
- 康永4年／興国6年（1345年）9月、弟・冬信が内大臣となる。
- 貞和2年／興国7年（1346年）2月18日、弟・冬信の内大臣左大将が止められる。
- 貞和5年／正平4年（1349年）12月21日、弟・冬信が従一位に叙せられた。
- 観応元年／正平5年（1350年）6月28日、弟・冬信が薨去。
- 観応3年／正平7年（1352年）8月19日、出家[7]。この2日前に後光厳天皇が即位している。

## 冬氏薨去後の跡目争い
『師守記』の暦応3年／興国元年（1340年）2月1日の条には、冬氏薨去後に二人の息男である氏忠と冬信の間で跡目相続争いが発生していたとある。以後も大炊御門家の跡目相続問題が『師守記』に散見され、最終的に冬信が嫡子として相続したのであるが、冬信が参議となった翌年の正中2年に氏忠は権中納言を辞し、17年後に権大納言に任ぜられるまで任官されなかった。このことから早い時期に冬信が大炊御門家の跡目と見なされていたと推察できる。この庶嫡の差は、生母の出自の差によるものであると推測できる。

## 家門の行く末を心配する
『園太暦』によると、まだ幼い宗実を残して冬信が薨去した翌年の観応2年／正平6年（1351年）12月23日、洞院公賢を氏忠が尋ねてきて家門の行く末を案じている様子と宗実に家門が安堵されている様子が記されている。大炊御門家の家督を継げなかった氏忠であるが、家門の行く末を心配して行動していたのである。同時に宗実に信忠という恐らく年長の兄弟がいることも『園太暦』の記事から知ることができる。

## 持明院統派の公卿として
『花園天皇宸記』元亨3年（1323年）12月21日には、後伏見上皇と花園上皇が行幸しての西園寺実衡邸でおこなわれた神楽で氏忠が和琴を奏でている事が記されている。また、『園太暦』延文元年（1356年）2月27日には、出家していた氏忠がやってきて将棋をしたとある。さらに同書延文3年（1358年）9月4日に、光厳院の容態について知らせてきたとある。光厳院の出家を知って自身も出家したり、光厳院の消息に詳しいことから氏忠は持明院統派の公卿としての立場を保っていたと推察できる。何度も本座を許されていることから、家嫡とはなれなかったが氏忠の立場を慮った対処と解釈できる。なお、『園太暦』の記事から氏忠の没年は延文3年（1358年）以降ということになる。

## 系譜
- 父：大炊御門冬氏（1282-1324）
- 母：遊義門院美濃 - 若狭守藤原景俊の娘
- 妻：不詳
  - 男子：承忠
  - 男子：明浄
  - 男子：恒忠
  - 男子：覚基